# 袁秉直
袁秉直（？—？），华亭人，是一名清朝政治人物。
袁秉直曾于乾隆六十年接替邓廷辑任福州府知府一职，嘉庆元年由陈观接任。